# Munarbek Seiitbek Uulu
Munarbek Seiitbek Uulu (en kirguís: Мунарбек Сейитбек уулу; Osh, 1 de enero de 1996) es un deportista kirguís que compite en boxeo. Participó en los Juegos Olímpicos de París 2024, obteniendo una medalla de plata en la categoría de 57 kg.

## Palmarés internacional
| Juegos Olímpicos | Juegos Olímpicos | Juegos Olímpicos | Juegos Olímpicos |
| Año              | Lugar            | Medalla          | Categoría        |
| ---------------- | ---------------- | ---------------- | ---------------- |
| 2024             | París (Francia)  | Medalla de plata | 57 kg            |